# Den spanske arvefølgekrig
Den spanske arvefølgekrig (hvilket skal forstås som "krigen om den spanske arvefølge") brød ud i 1701 og varede til 1714. Den førtes af Østrig, England og Holland mod Frankrig. I krigen deltog desuden en del andre lande: De fleste tyske stater, deriblandt Brandenburg på østrigsk side; Savoyen og Portugal deltog først på fransk, senere på østrigsk side. Spanien — stridens æble — stod splittet, idet katalonierne sluttede sig til Østrig, medens kastilianerne støttede Frankrig. Danske lejetropper deltog mod Frankrig og Spanien. I Danmark kaldtes felttogene, hvori de danske hjælpetropper deltog, den brabantske krig.
Konflikten blev udløst af de spanske Habsburgeres uddøen med Carlos II. Frankrig forsøgte at indsætte deres egen kandidat på tronen i opposition til de østrigske Habsburgere. Det fik Storbritannien og Nederlandene til at gå ind i krigen på østrigsk side. En række allierede sejre ved Blenheim, Ramillies, Oudenarde og Malplaquet udmattede efterhånden Frankrig, så da den østrigske kandidat blev kejser i 1711, benyttede de lejligheden til at slutte fred med Storbritannien og Nederlandene i Utrecht 1713, hvorefter Østrig var nødt til at opgive videre forsøg på at forhindre Bourbonerne i at blive konger af Spanien, omend det blev fastlagt at Frankrig og Spanien aldrig måtte få samme hersker. Krigen sluttede med freden i Rastatt 1714.
Omtrent samtidigt med denne krig førtes Den Store Nordiske Krig i det nordlige Europa fra 1700-1721 mellem primært Sverige på den ene side og Rusland på den anden.

## Indledning

### Arvestridigheder
Krigens direkte årsag var spørgsmålet om arvefølgen i Spanien, idet den spanske konge Karl 2. (død 1700) havde indsat Ludvig 14.s sønnesøn, Filip af Anjou til arving af alle sine lande, mens kejser Leopold af Østrig gjorde fordring på arven for sin broder, ærkehertug Karl 2. af Østrig (se i øvrigt Anetavle for Karl 2. af Spanien). Det gav anledning til en magtsammenslutning mod Frankrig, idet den anden store fastlandsmagt, Østrig, mødtes med de to sømagter, England og Holland, i fælles bestræbelse for at begrænse Ludvig 14.s stigende magt.

### Tidens krigsførelse
Krigen førtes i Italien, Spanien, Tyskland og Nederlandene med vekslende held. Den trak i langdrag ikke alene på grund af de betydelige hjælpekilder, de to magtgrupper rådede over, men også ved krigsskuepladsernes udstrækning i forhold til kommunikationsmulighederne, samt også på grund af tidens krigsførelse. I modsætning til den senere napoleonske krigsførelse og det 20. århundredes, stræbte ingen efter hurtige afgørelser på kamppladsen. Man søgte derimod at trætte modstanderen, udtømme fjendens ressourcer af soldater og især penge. Man undgik i almindelighed slag; ville man fortrænge modstanderen, var det almindelige middel hertil at manøvrere, true forbindelseslinjer og ødelægge forråd. Kom det alligevel til slag, kæmpedes der tappert, og kampene var da ganske overordentlig blodige. Men sejren blev ikke udnyttet ved en forfølgning, noget datidens hærførere ville have anset for alt for farligt — og den sikre vej til opløsning for forfølgeren. Alle disse forhold stod i forbindelse med den måde, hærene var dannet på: det var en lejet hær, og lejesoldater var alt andet end pålidelige, navnlig ikke efter et slag; han var på den anden side kostbar; man sparede på sine soldater, ikke af menneskelighed, men fordi de repræsenterede en pengeværdi, og penge var netop det, man trængte hårdest til for overhovedet at føre krigen. Nutidens metoder til at rejse betalingsmidler havde man ikke; det var rede penge, man skulle have. Alle disse forhold må tages i betragtning for at forstå den meget lidt energiske krigsførelse, der præger styrkeprøven mellem de europæiske magter — med mange fremragende hærførere i begge lejre.

## De første år

### 1701-1702
Ved krigens begyndelse rådede Ludvig 14. over en fortrinlig hær på 200.000 mand, heraf cirka 33.000 mand i Italien, resten i Flandern ved Mosel og Rhinen. Derimod rådede kejser Leopold og hans allierede kun over cirka 80.000 mand, hvoraf cirka 30.000 under Prins Eugen af Savoyen sendtes til Italien. Ludvig 14. benyttede imidlertid hverken sin overlegenhed eller de store strategiske fordele, som alliancen med Bayern frembød, til straks at rykke mod Wien; de franske operationer begyndte tværtimod på en temmelig mat måde; den for Frankrig gunstige lejlighed til at få en hurtig ende på krigen gik tabt og kom aldrig mere tilbage. I krigens første år (1701) foregik der kun i Italien krigsbegivenheder af større betydning, og der viste prins Eugen sig franskmændenes farligste modstander: den franske general Nicolas Catinat blev slået ved Carpi.
Allerede året efter rådede Frankrigs modstandere over langt betydeligere kræfter, men anvendte dem meget spredt. De kæmpede i Italien, i Nederlandene og ved Øvre Rhin med vekslende held. I Italien havde prins Eugens tropper stor fremgang, og den franske general Villeroie blev tvunget til overgivelse i Cremona. Villeroies efterfølger Vendome standsede dog de kejserlige hæres fremrykning. På de andre krigsskuepladser skete der dette år ikke begivenheder af stor betydning.

### 1703
I 1703 ville Ludvig 14. angribe, men det hele reduceredes til, at marskal Claude Louis Hector de Villars med 32.000 mand rykkede ind i Bayern, men uden at det derfor kom til nogen fransk-bayersk fællesoperation mod Østrig.
Derimod indlod kurfyrsten af Bayern sig på en ret tvivlsom operation ind i Tyrol; det tyrolske folk rejste sig og tvang kurfyrsten til at forlade Tyrol med tabet af halvdelen af sin hær. Villars var blevet i Bayern. Operationerne fortsattes nu en tid her, og der kæmpedes heldigt med østrigerne ved Hochstädt (19. september 1703), men snart blev Villars og kurfyrsten uenige. Villars kaldtes tilbage for at bekæmpe et protestantisk oprør i Cevennerne, og operationerne i Bayern gik i stå.
Begivenhederne på de andre krigsskuepladser i 1703 var ikke særlig betydningsfulde. Skønt franskmændene i Italien rådede over tredobbelt overlegenhed i forhold til østrigerne, indskrænkede operationerne sig til belejring af fæstninger og kunstige manøvrer, der løb ud i sandet. Savoyen, der hidtil havde været på Frankrigs side, men hvis fyrste for øvrigt allerede 1701 havde stået i hemmelig forbindelse med kejseren, trådte nu åbenlyst over på dennes side og sagde sig løs fra forbundet med Frankrig. Den umiddelbare følge blev, at en fransk hær under Vendome, som fra Italien skulle være rykket kurfyrsten af Bayern til hjælp, og som allerede havde nået Trient, vendte om uden at have udrettet noget. Den gik tilbage til Italien, hvor den for øvrigt heller intet udrettede.
I Nederlandene og Spanien skete der i dette år ikke begivenheder af større betydning.

## Krigen intensiveres

### Köln erobres og slaget ved Blenheim
Mens krigsførelsen hidtil havde været temmelig planløs på begge sider, samlede Frankrigs fjender sig endelig 1704 om en fælles plan. Allerede tidligere havde de gjort det af med den ene af Frankrigs allierede, idet den dygtige engelske feltherre John Churchill, greve af Marlborough, havde erobret kurfyrstendømmet Köln; nu besluttede de at vende sig mod den anden. Det foregående års felttog havde vist Bayerns strategiske betydning: som et brohoved skød det sig ind i Mellemeuropa og gjorde det muligt for franskmændene her på en gang at true Østrig, Tyskland og Italien, en i øvrigt ikke tilstrækkelig udnyttet fordel. I foråret 1704 besluttede Marlborough og prins Eugen sig til at forlægge operationerne til Bayern. Efter langvarige manøvrer kom det til Kamp ved Donauworth, hvor Marlborough sejrede.
Kurfyrsten af Bayern anså alt for tabt og indesluttede sig i sine fæstninger; den 13. august kom det, efter at prins Eugen og Marlborough havde forenet sig, til det for Bayerns sag afgørende slag ved Blenheim, hvor de mindre vel kommanderede franskmænd blev fuldstændig slået. Der kæmpede her cirka 63.000 mand på hver side. Franskmændene mistede cirka 30.000 mand og 35 kanoner og blev tvunget til at gå tilbage over Rhinen. Kurfyrsten måtte slutte fred, hans hær blev afvæbnet og hans land besat.

### Skiftende held
Året 1705 bragte imidlertid ikke de allierede det store resultat, som det foregående heldige felttog syntes at love, og som de allierede utvivlsomt havde kunnet nå ved en samlet optræden. Marlborough og Eugen skiltes; den første ville med 60.000 mand operere langs Mosel for ad denne vej at trænge ind i Frankrig, den sidste gik til Italien. Ingen af dem havde synderligt held med sig. Den franske general Villars imødegik Marlboroughs operationer med stor dygtighed, og i Italien, hvor franskmændene rådede over 77.000 mand under Vendome, kunne Eugen, der kun rådede over 44.000 mand, heller intet udrette; han led endog et betydeligt nederlag ved Cassano.
Men 1707 var franskmændene atter uheldige. 23. maj sejrede Marlborough over den franske general Villeroi i et større slag ved Ramillies og erobrede derved en stor del af det rige Flandern. Vendome blev nu tilkaldt fra Italien for at standse Marlborough, hvilket da også lykkedes. Men i september angreb prins Eugen den nu kun 60.000 mand stærke franske hær i Italien, besejrede den og jog franskmændene ud af Italien. Krigen havde således taget en for Frankrig ugunstig vending. Dets hære var drevne ud af Bayern, Italien og en stor del af Flandern; dets grænser truedes på det alvorligste.

### Invasion i Frankrig
1708 begyndte invasionen i Nordfrankrig. Den ved Mons opstillede franske hær, cirka 100.000 mand under Hertugen af Bourgogne med Vendome som hjælper, blev i juni overrasket af Marlborough i Slaget ved Oudenarde og eftertrykkelig slået. Sejren blev dog ikke udnyttet, heller ikke da prins Eugen kort efter ankom med 24.000 mand, skønt de allieredes hære derved bragtes op til 120.000 mand. I stedet for at gøre det af med den franske hær, indlod man sig på en belejring af Lille. Denne fæstning blev ganske vist erobret, men hermed gik tiden, og ved vinterens indtræden standsede operationerne.

## Krigen i Spanien
Imidlertid var der i de siden krigens udbrud forløbne år foregået vigtige begivenheder i Spanien. Her var den unge konge Filip af Anjou straks blevet modtaget med begejstring. Men hans svage regeringsmåde kastede snart en mængde af rigets stormænd i armene på medbejleren, ærkehertug Karl. Denne havde allerede 1703 gjort forsøg på fra Lissabon at rykke frem mod Madrid, støttet af engelske, hollandske og portugisiske tropper. Denne fremrykning mod den spanske hovedstad blev dog standset af marskal James FitzJames 1. Hertug af Berwick, der førte de fransk spanske tropper. Derimod erobrede englænderne og hollænderne ved overrumpling Gibraltar.
1705 foretog ærkehertugen et nyt og mere alvorligt forsøg. Han landede på Valencias kyst, fandt stærk tilslutning navnlig i Valencia, Aragonien og Katalonien, det gamle kongerige Aragoniens landskaber, og fremkaldte således en borgerkrig. Barcelona erobredes ved overrumpling, og navnlig det følgende år (1706) gjorde Karl store fremskridt: han trængte frem til Madrid og erobrede desuden en mængde fæstninger støttet af engelsk-portugisiske hære under Henri de Massue Jarl af Galway. Marskal Berwick tilbageerobrede dog senere Madrid, og 1707 vandt han i slaget ved Almansa med omkring 25.000 mand en betydelig sejr over Galway, der kun rådede over omkring 20.000 mand.
Kong Filips herredømme var hermed for så vidt befæstet, som Karl nu trak sig tilbage til Katalonien. Men ro kom der ikke i landet. De franske generaler forfulgte ikke de vundne fordele; Karl fik lejlighed til nye angrebsforsøg og bandt derved store dele af Ludvig 14.s stridskræfter til den spanske krigsskueplads.

## Krigen ebber ud

### Kampene i Nordfrankrig og Spanien
1709 begyndte således under højst uheldige auspicier for Frankrig. Dets hære var slået så at sige overalt undtagen netop i Spanien. Statens finanser var ødelagte, og hertil kom, at vinteren, som indledte året, var meget streng og ulykkebringende for landbruget. Landet var kort sagt i nød, og Ludvig 14. bad om fred. De allierede stillede imidlertid så hårde fredsbetingelser — forlangte bl.a., at Ludvig 14. selv skulle tvinge kong Filip til at forlade Spanien —, at Frankrig foretrak at fortsætte krigen. De allieredes hære, tilsammen 117.000 mand, belejrede Tournai. Efter at have indtaget denne by, rykkede de mod Mons. Den franske hær, 80.000 mand, som under Villars havde stået ved Bethune, fulgte efter. Det kom til Slaget ved Malplaquet, hvor de allierede ganske vist sejrede, men kun med meget store og følelige tab, langt betydeligere end franskmændenes. Felttoget 1709 løb derefter ud i fæstningskampe — Mons faldt i de allieredes hænder.
Det følgende år bragte ikke store begivenheder på den franske krigsskueplads. De allierede undveg slag med Villars, skønt denne kun rådede over 80.000 mand mod deres 140.000 mand, der senere endog forstærkedes med 20.000. Felttoget løb ud i kampe om de nordfranske fæstninger.
I Spanien forefaldt der forskellige kampe. I begyndelsen. var disse uheldige for kong Filip, der en tid kun rådede over spanske tropper, idet Ludvig 14. havde brug for sine andetsteds. Men da Filip senere på ny fik franske hjælpetropper under Vendome, vendte bladet sig, ærkehertug Karl blev slået ved Villa-viciosa (10. december 1710) og trak sig tilbage til Katalonien.

## Afslutning
Indrepolitiske forhold i de fjendtlige stater kom nu Ludvig 14. til hjælp. I England skete der regeringsskifte, og den ny toryregering indledede fredsforhandlinger; i Østrig døde kejser Josef (var 1705 fulgt efter sin fader Leopold) uden at efterlade sig sønner, hvorpå ærkehertug Karl blev kejser. Hele situationen var nu forandret. England ønskede på ingen måde at se kejser Karl også som konge af Spanien og førte fra nu af kun krigen med ringe kraft. Under disse omstændigheder skete der 1711 intet af betydning på krigsskuepladserne, og om efteråret kaldtes Marlborough tilbage.
Felttoget 1712 begyndte med, at Eugen angreb flere franske fæstninger, men imidlertid slog Villars hollænderne ved Denain, hvorefter Eugen måtte trække sig tilbage, mens Villars tilbageerobrede de fleste franske fæstninger. Fredsforhandlingerne mellem Frankrig og England var imidlertid blevet fortsat og førte 1713 til Freden i Utrecht.
Kejser Karl fortsatte vel endnu krigen, men i november 1713 indledte han dog fredsforhandlinger med Villars i Rastadt, og endelig marts 1714 kom freden i stand mellem Frankrig og Østrig. Mellem Frankrig og det tyske Rige sluttedes freden først et halvt år senere, og i Spanien fortsattes krigen endnu nogen tid og endte først efter hårdnakkede kampe.

## Danske tropper
Danske tropper deltog i den spanske arvefølgekrig som allierede kontingenter til det habsburgske monarki og til de Forenede Nederlande og England. I kejserlig tjeneste kæmpede de under Eugen af Savoyen i det nordlige Italien. Senere deltog de i bekæmpelsen af den ungarske opstand. I Bayern og i Flandern kæmpede de under Marlborough ved Blenheim, Ramillies og Malplaquet.